# 戴倫·貝卓斯
戴倫·貝卓斯（Darren Purchese，1975年2月3日—）是英國糕點師、作家和電視名人。他是澳大利亚墨爾本流行的蛋糕和甜點公司 Burch & Purchese Sweet Studio 的創始人。他也是廚神當道澳洲版的常客廚師。